# Gäddede

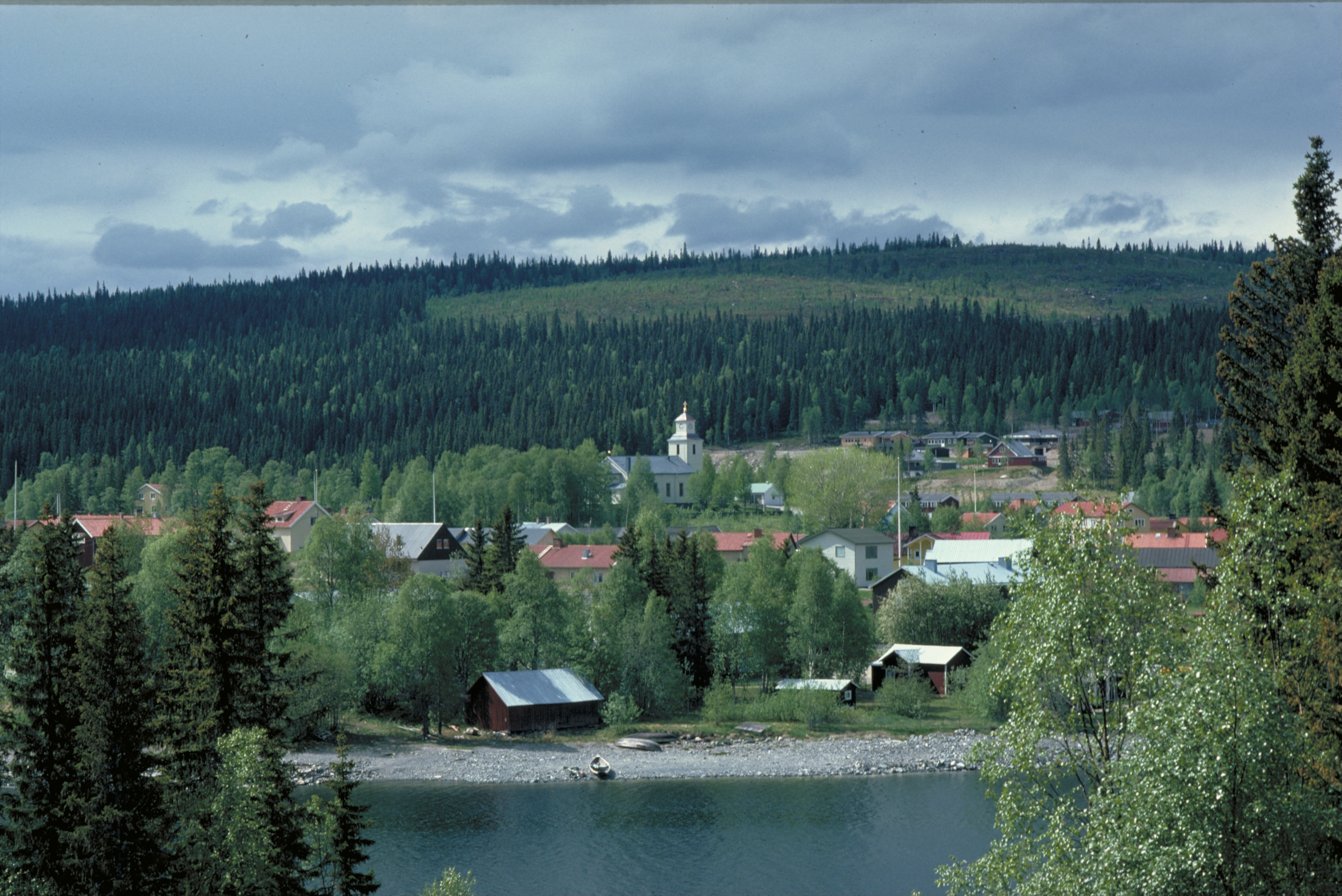
Gäddede

Gäddede (südsamisch Tjeedtege) ist eine Ortschaft (tätort) in der Gemeinde Strömsund im äußersten Nordwesten der schwedischen Provinz Jämtlands län und der historischen Provinz (landskap) Jämtland, in unmittelbarer Nähe der Grenze zur schwedischen Landschaft Lappland und der norwegischen Provinz Trøndelag. Zudem ist Gäddede der Hauptort des Kirchspiels Frostviken.

## Geografie
Die Ortschaft liegt im schwedischen Fjäll am Oberlauf des Gewässersystems Ströms Vattudal. Sowohl Schwedens größter Canyon, der Hällingsåfallet, als auch Schwedens längste Grotte, die Korallgrottan, befinden sich in der Nähe der Ortschaft.
2015 wies das Statistiska centralbyrån den etwa separat gelegenen südöstlichen Ortsteil am gegenüberliegenden Flussufer – dort befinden sich Krankenhaus, Freilichtmuseum (Hembygdsgård) und Sportplätze – als eigenständigen Småort aus.

## Ortsname
Der Ortsname Gäddede ist erstmals 1763 als Gädd Edet belegt. Er bezog sich zunächst auf die Landbrücke zwischen den beiden Seen Kvarnbergsvattnet und Hetögeln und wurde dann von der dort eingerichteten Post- und Zollstation übernommen. Der Name setzt sich aus den schwedischen Wörtern “gädda” für Hecht und “ed” für Passage durch oder entlang des Gewässers zusammen. Eine Deutung ist, dass die Gewässer in der Umgebung besonders reich an dieser Fischart sein sollen, da Hechte bei ihrer Wanderung flussaufwärts nicht weiter als bis hierher kommen können.